# Televisa Deportes Network
Televisa Deportes Network (también conocido por sus siglas TDN) fue un canal de televisión especializado en deportes operado por Televisa Networks. Propiedad del Grupo Televisa, fue lanzado al aire el 22 de julio del 2009, cesó transmisiones a las 23:59 del 19 de julio de 2019 y terminó siendo reemplazado a las 00:00 del 20 de julio de 2019 por TUDN. La señal centroamericana de este canal fue relanzada como TD Centro el 7 de diciembre de 2015. El último programa que emitió fue Noticiero Televisa Deportes.

## Señales del canal
La estructura del canal estuvo compuesta de 2 señales, las cuales fueron emitidas en alta definición en simultáneo con la señal de resolución estándar.
- Señal México: señal emitida exclusivamente para México. Su horario corresponde al de Ciudad de México (UTC-6/-5 DST).
- Señal Centro: señal emitida exclusivamente para los países de Centroamérica y República Dominicana. Sus horarios de referencia corresponde al de San José (UTC-6), Ciudad de Panamá (UTC-5) y Santo Domingo (UTC-4).

## Transmisión de eventos especiales
Durante la Copa Mundial de Fútbol Sudáfrica 2010, la señal de TDN fue considerada como el canal oficial, transmitiendo 40 partidos del torneo futbolístico, incluyendo 10 de ellos en exclusividad. Fue promovido en mayo del 2010 con una campaña con promocionales relativos al torneo, con el eslogan "El Canal Oficial de Sudáfrica 2010" y una serie de anuncios que recrean balones de fútbol con formas de animales representativos de la fauna africana como leones, cebras, jabalíes y monos.

## Programación

### TDN

#### Fútbol
- Liga Bancomer MX
- Copa Corona MX
- Supercopa MX
- Campeón de Campeones
- Amistosos de la Selección de fútbol de México
- LaLiga Santander (Desde el 31 de agosto de 2018 sólo se transmite en exclusiva los partidos del Atlético de Madrid y del Villarreal CF tanto de local como visitante).
- Copa Oro
- Campeones Cup
- Copa América
- Copa Mundial Femenina de Fútbol
- Copa FIFA Confederaciones
- Copa Mundial de la FIFA

#### Otros eventos deportivos
- Major League Baseball
- NBA
- Copa Mundial de Fútbol Sala
- Handball Bundesliga
- Rugby Top 14
- Lucha libre AAA
- CMLL
- All Elite Wrestling
- Liga Mexicana de Béisbol
- Volta a Cataluña
- Giro de Italia
- UFC

### Programas
- Acción
- Más Deporte
- Super Estadio
- Fútbol en serio
- Pasión
- Hazaña el deporte vive
- Ponte Fit
- Tribuna Interactiva
- Cascareando
- Redacción TDN
- Selección TDN
- Noticiero Televisa Deportes
- Fútbol de Primera
- Sport Science
- E-Sports de Zero Control
- Adrenalina Xtreme
- Desafío TDN
- Fut en 30
- Fut en 60
- Las Zonas (Zona América, Zona Necaxa, Zona Chiva, Zona Puma, etc.)

### TDCentro

#### Fútbol
- LaLiga Santander
- Partidos del Ascenso Bancomer MX
- Partidos de la Liga Bancomer MX
- Partidos de la Copa Corona MX

#### Otros eventos deportivos
- Liga Mexicana de Béisbol[2]
- Volta a Cataluña (Ciclismo)
- Giro de Italia (Ciclismo)
- Tirreno-Adriático (Ciclismo)
- Giro del Trentino (Ciclismo)
- Milán-San Remo (Ciclismo)
- Strade Bianche (Ciclismo)
- Tour de Romandía (Ciclismo)
- Tour de Suisse (Ciclismo)

#### Análisis deportivo/Entretenimiento
- Acción
- Estadio Total
- La jugada
- Centroamérica Pasión de Fútbol
- Fut en 30
- Fut en 60

## Personalidades del canal
- Adolfo Peñaloza
- Adrián Esparza Oteo
- Alberto Etcheverry
- Alejandro Zenteno
- Alfredo Ruiz
- Alfredo Tame
- Alonso Cabral 
Junto con Sky Sports y Televisa Deportes
- Andrés Vaca 
Junto con Sky Sports y Televisa Deportes
- Antonio de Valdés
 Junto con Televisa Deportes y Univision Deportes
- Antonio Gómez Luna
- Armando Archundia
- Arlene Maciel
- Axel Solís
- Carla Mondragón
- Carlos López Silanes
- Carlos Moreno
- Carolina Morán
- Cecilio de los Santos
- César Martínez 
Junto con Televisa Deportes
- Christelle Patterson
- Christian Elguea
- Damián "El Ruso" Zamogilny 
Junto con Televisa Deportes y Univision Deportes
- Daniel Schvartzman 
Junto con Televisa Deportes y Univision Deportes
- David Braverman 
Junto con Univision Deportes
- Douglas Sloane
- Eduardo Bacas 
Junto con Televisa Deportes
- Eduardo Camarena 
Junto con Univision Deportes
- Eduardo Luna
- Eduardo Saint Martin 
Junto con Televisa Deportes
- Eduardo Solano
- Eduardo Trelles
- Edson Aldana
- Enrique Burak 
Junto con Univision Deportes
- Enrique Cancino
- Eric Fischer 
Junto con Televisa Deportes
- Fernando Jesús Torres
- Félix García 
Junto con Sky Sports y Televisa Deportes
- Francisco "Kikin" Fonseca
 Junto con bein Sports
- Francisco Javier González 
Junto con Sky Sports, Televisa Deportes y Univision Deportes
- Francisco "Paco" Méndez
- Gilberto Adame
- Georgina Holguín
- Guillermo Zavala
- Gustavo Torrero 
Junto con Univision Deportes
- Gwénaël Le Divenah
- Hugo Salcedo
- Humberto Valdés 
Junto con Sky Sports, Televisa Deportes y Univision Deportes
- Iñaki Álvarez
- Israel Romo
- Jorge García Núñez
- Jorge "La Chiva" Gutiérrez
- Jorge Nava 
Junto con Sky Sports y Televisa Deportes
- Jorge Sánchez
- José Juan Aceves
- José "Pepe" Segarra
- Juan Carlos Cartagena
 Junto con Sky Sports
- Juan Carlos Cruz
- Juan Carlos Zarzosa
- Juan Pablo "El Rojo" Abreu
- Katharine De Senne
- Karen Manzano
- Leonardo Riaño
- Leonora Sánchez
- Lili Sánchez
- Luis Martínez-Vento
- Luis Reyes
- Marco Cancino 
Junto con Sky Sports y Televisa Deportes
- Mariazel Olle Casals
- Mauricio "Mau" Sayún
- Maximiliano "Max" Marín
- Miguel España
- Miguel González
- Néstor de la Torre
- Noél Cardenas 
Junto con Sky Sports
- Oswaldo Sánchez 
Junto con Televisa Deportes
- Pedro Antonio Flores
- Ramón Aranza
- Raúl Alcalá
- Raúl Chazari
- Raúl Méndez
- Raúl Pérez 
 Junto con Televisa Deportes
- Raúl Sarmiento 
Junto con Televisa Deportes y Univision Deportes
- Rebeca Rubio
- Rubén "El Pibe" Zamora
- Samuel Reyes
- Sergio Verdirame
- Víctor González
- Virginia Ramírez
- Vladimir Pozo 
Junto con Univision Deportes

## Competidores
- ESPN Latinoamérica
- TyC Sports
- GolTV (Latinoamérica)
- Claro Sports
- Fox Sports Latinoamérica
- Sky Sports
- TVC Deportes
- Azteca Deportes